# Ulica Biskupia w Krakowie
Ulica Biskupia – ulica w Krakowie, w dzielnicy I Stare Miasto, na Piasku. Prowadzi równoleżnikowo od ulicy Łobzowskiej na zachodzie do ulicy Krowoderskiej na wschodzie.
W potocznym języku ulica określana jest jako plac Biskupi. Bierze się to z jej znacznej szerokości – na większości swojej długości posiada dwie jezdnie rozdzielone zieleńcem. Szerokość typowej ulicy posiada jedynie na pierwszym, krótkim odcinku między ulicami Łobzowską i Asnyka.

## Historia
Ulica położona jest na obszarze dawnej jurydyki Biskupie. Jeszcze przed lokacją Krakowa w 1257 roku część okolicznych terenów stanowiła własność biskupów krakowskich. Na początku XIV wieku biskup Jan Muskata zakupił kolejne grunty, a później powstała tu osada o nazwie nawiązującej do statusu własnościowego. Najprawdopodobniej początkowo był to folwark biskupów krakowskich, który z czasem rozwinął się w osadę rzemieślniczo-ogrodniczą. Zamieszkiwała tutaj służba Pałacu Biskupiego, liczni rzemieślnicy, przeważnie piekarze posiadający prawo do wypieku chleba i sprzedawania go w Krakowie, również ogrodnicy, krawcy oraz przedstawiciele innych rzemiosł, w większości tzw. partacze, czyli rzemieślnicy niezrzeszeni w cechach.
Nazwy „ulica Biskupia” do końca XVIII wieku używano w odniesieniu do obecnej ulicy Krowoderskiej – głównego traktu biegnącego przez jurydykę. Obecną ulicę Biskupią określano z kolei „placem Gołym”, jak również jako bezimienna droga. Obecna nazwa funkcjonuje od 1807 roku – w XIX wieku stosowano ją również w odniesieniu do ulicy Asnyka.
Na początku XXI wieku znaczną część placu zajmował półdziki parking samochodowy. Planowano tu budowę parkingu podziemnego, z których to planów władze miasta wycofały się po protestach społecznych, poprzestając na koncepcji rewitalizacji obszaru placu Biskupiego do standardu zazielenionego skweru i placu miejskiego. Inwestycja rozpoczęła się w połowie 2019 roku. Wedle pierwotnych planów miała ona zostać ukończona jeszcze tego samego roku. Z powodu problemów proceduralnych prace się jednak przedłużały. Pod koniec 2020 roku miasto zerwało umowę z wykonawcą i po przeprowadzeniu inwentaryzacji placu budowy rozpisano nowy przetarg na dokończenie prac budowlanych.
Przebudowa placu zakończyła się z początkiem lutego 2022 roku. Na zrewitalizowanym obszarze urządzono trzy strefy. Pierwsza, parkowa, największa obejmuje zachodnią część placu, gdzie dokonano nowych nasadzeń oraz zamontowano elementy małej architektury: ławki, kosze na śmieci, oświetlenie. Druga, środkowa obejmuje plac zabaw, w którego infrastrukturze znalazły się m.in.: trampoliny, ścianka zabawowa oraz miejsce do rysowania kredą czy gry w klasy. Trzecia strefa, położna najbliżej ulicy Krowoderskiej stanowi plac miejski z ławkami, dekoracyjnym oświetleniem oraz fontanną. Zmodernizowano również nawierzchnię chodników wokół placu, jezdni samochodowych, wzdłuż których wyznaczono miejsca parkingowe; zamontowano też nowe stojaki rowerowe. Koszty całej inwestycji ostatecznie wyniosły łącznie ok. 6,1 mln złotych.
W 2022 roku, w związku z inwazją Rosji na Ukrainę oraz lokalizacją przy ulicy Konsulatu Generalnego Rosji, do Kancelarii Rady Miasta Krakowa wpłynął projekt uchwały Komitetu Obywatelskiej Inicjatywy Uchwałodawczej „Ulica Obrońców Ukrainy 2022 roku” w Krakowie, w sprawie zmiany nazwy ulicy Biskupiej, która odtąd miałby się nazywać „ulica Obrońców Ukrainy 2022 roku”. Projekt został odrzucony przez radnych. Aprobatę Rady w trakcie sesji 13 kwietnia 2022 roku uzyskał natomiast projekt nadania wschodniej części placu Biskupiego nazwy „Skwer Wolnej Ukrainy”. Skwer o takiej nazwie otwarto 12 lipca 2022. 
Wcześniej, jeszcze przed modernizacją ulicy, 4 lipca 2018 roku, zapadła decyzja o nazwaniu skweru w zachodniej części placu imieniem Aleksandra Biborskiego, architekta i króla kurkowego w latach 1914–1919.

## Zabudowa
Zabudowa jurydyki Biskupie od czasów średniowiecznych niemal wyłącznie drewniana wielokrotnie była niszczona, m.in. w 1528 roku, następnie podczas oblężenia arcyksięcia Maksymiliana Habsburga (1587), jak również w trakcie potopu szwedzkiego w 1655 roku. W wyniku rewizji przeprowadzonej po tym ostatnim wydarzeniu, w 1659 roku, ujawniono, że z 51 domów znajdujących się przed potopem na Biskupim przetrwało jedynie 5.
Do XIX wieku ulica pozbawiona była monumentalnej zabudowy. Wyjątek stanowił wzniesiony pod koniec XVII wieku kościół św. Franciszka Salezego i klasztor wizytek. Zabudowę w połowie XIX stulecia stanowiły przeważnie parterowe domy o charakterze dworków. Pierwsze dwu- i trzypiętrowe kamienice czynszowe wzdłuż ulicy zaczęły powstawać pod koniec XIX wieku. Są to domy wzniesione w większości w stylu historyzmu.
- ul. Biskupia 1 (ul. Asnyka 12, Łobzowska 9) – kamienica, zespół budynków Zakładu Energetycznego w skład którego wchodzi także budynek dawnej podstacji elektrowni, znajdujący się w narożu ulicy Biskupiej i Łobzowskiej i nieposiadający własnego wejścia. Projektował Jan Rzymkowski, 1908.
- ul. Biskupia 2 (ul. Łobzowska 11) – Jasny Dom. Projektował Jan Zawiejski jako swój dom własny, 1909–1910.
- ul. Biskupia 3 (ul. Asnyka 9) – kamienica w stylu neobarokowym. Wzniesiona ok. 1897.
- ul. Biskupia 4 – Dom Nad Młynówką. Projektował Roman Weindling, 1921.
- ul. Biskupia 5 – kamienica w stylu neobarokowym. Projektował Beniamin Torbe, 1894.
- ul. Biskupia 6 – kamienica w stylu wczesnego modernizmu. Projektował Witold Skwierzyński jako swój dom własny, 1913.
- ul. Biskupia 7 (ul. Fenn’a 1) – zabytkowa kamienica w stylu neobarokowym. W okresie międzywojennym Konsulat Węgier. Od lat 90. XX wieku Konsulat Generalny Rosji. Projektował E. Zaklik, 1905.
- ul. Biskupia 8 – kamienica w stylu wczesnego modernizmu. Projektował Teodor Hoffmann jako swój dom własny, 1913–1914.
- ul. Biskupia 9–11 (ul. Fenn’a 2) – Kamienica Fabryki Ćmielów. Projektował Fryderyk Tadanier, 1937–1938.
- ul. Biskupia 10 – kamienica w stylu neobarokowym. Projektował Władysław Grabowski, 1892.
- ul. Biskupia 12 – kamienica w stylu neobarokowym. Projektowali Romuald Flasiński i Karol Janecki, 1892.
- ul. Biskupia 14 – kamienica w stylu modernistycznym. Projektował Sławomir Odrzywolski, 1933.
- ul. Biskupia 16 – kamienica, dom Zgromadzenie Sióstr Służebniczek Niepokalanego Poczęcia NMP. Godło kamienicy przedstawia św. Antoniego Padewskiego z Dzieciątkiem.
- ul. Biskupia 18 – kamienica, dom Związku Inwalidów Wojennych.
- ul. Biskupia 19 (ul. Krowoderska 8) – gmach YMCA. Projektował Wacław Krzyżanowski, 1925–1927.
- ul. Biskupia 20 – modernistyczna kamienica.
- ul. Biskupia 22 (ul. Krowoderska 16–18) – kościół św. Franciszka Salezego i klasztor ss. wizytek.

We wschodniej części placu, obecnie stanowiącej Skwer Wolnej Ukrainy, do 1965 roku znajdował się drewniany barak miejski, wzniesiony w 1891 roku przez Jana Sas-Zubrzyckiego. W latach 1893–1956 był on siedzibą Szkoły Podstawowej im. św. Wojciecha. W kolejnych latach pomieszczenia w nim zajmowało X Liceum Ogólnokształcące. W baraku znajdowało się osiem sal lekcyjnych, kancelaria i mieszkanie woźnego. Szkoła została upamiętniona tablicą wmurowaną w elewację gmachu YMCA od strony ulicy Biskupiej.

## Galeria

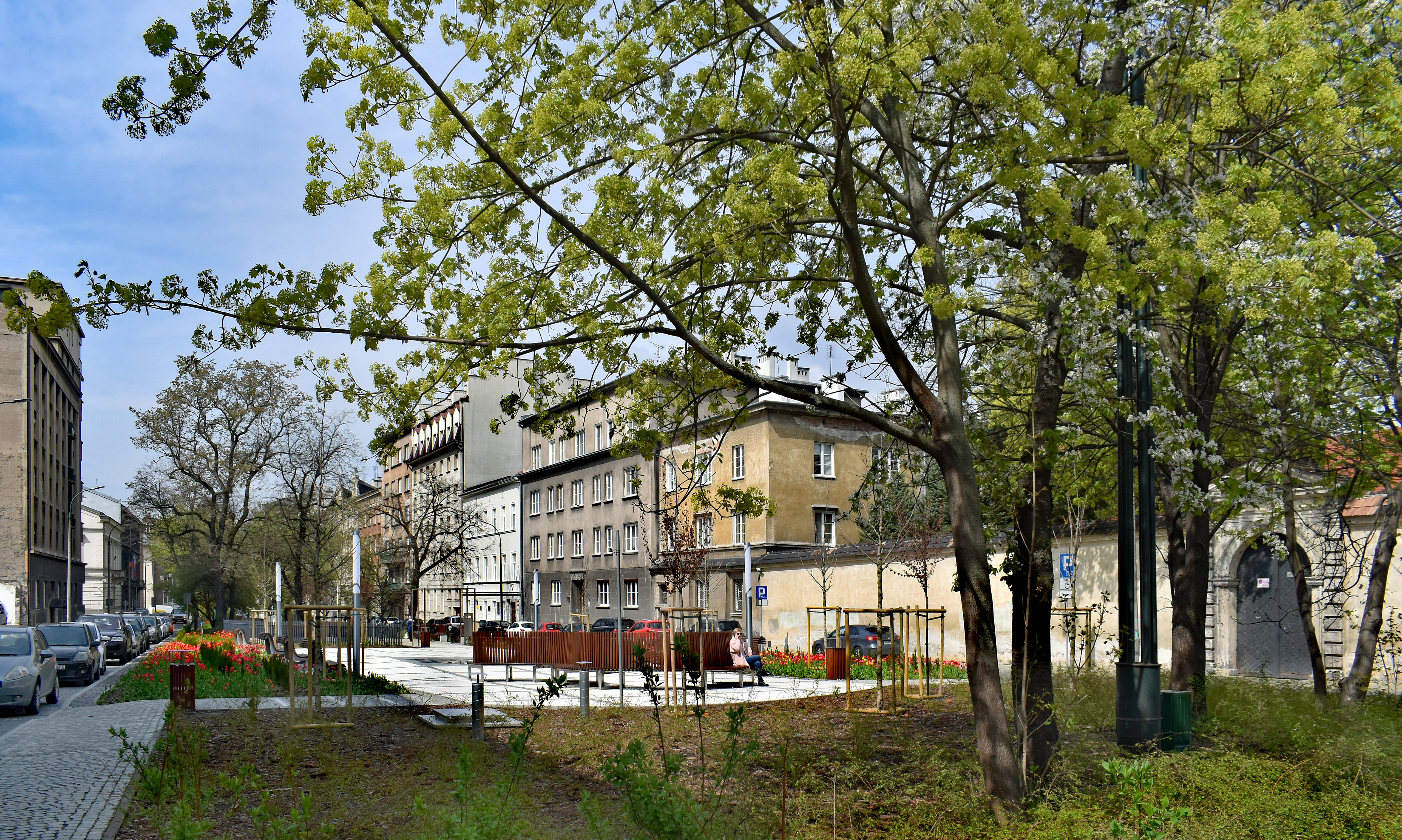
Widok ze wschodu, z ul. Krowoderskiej
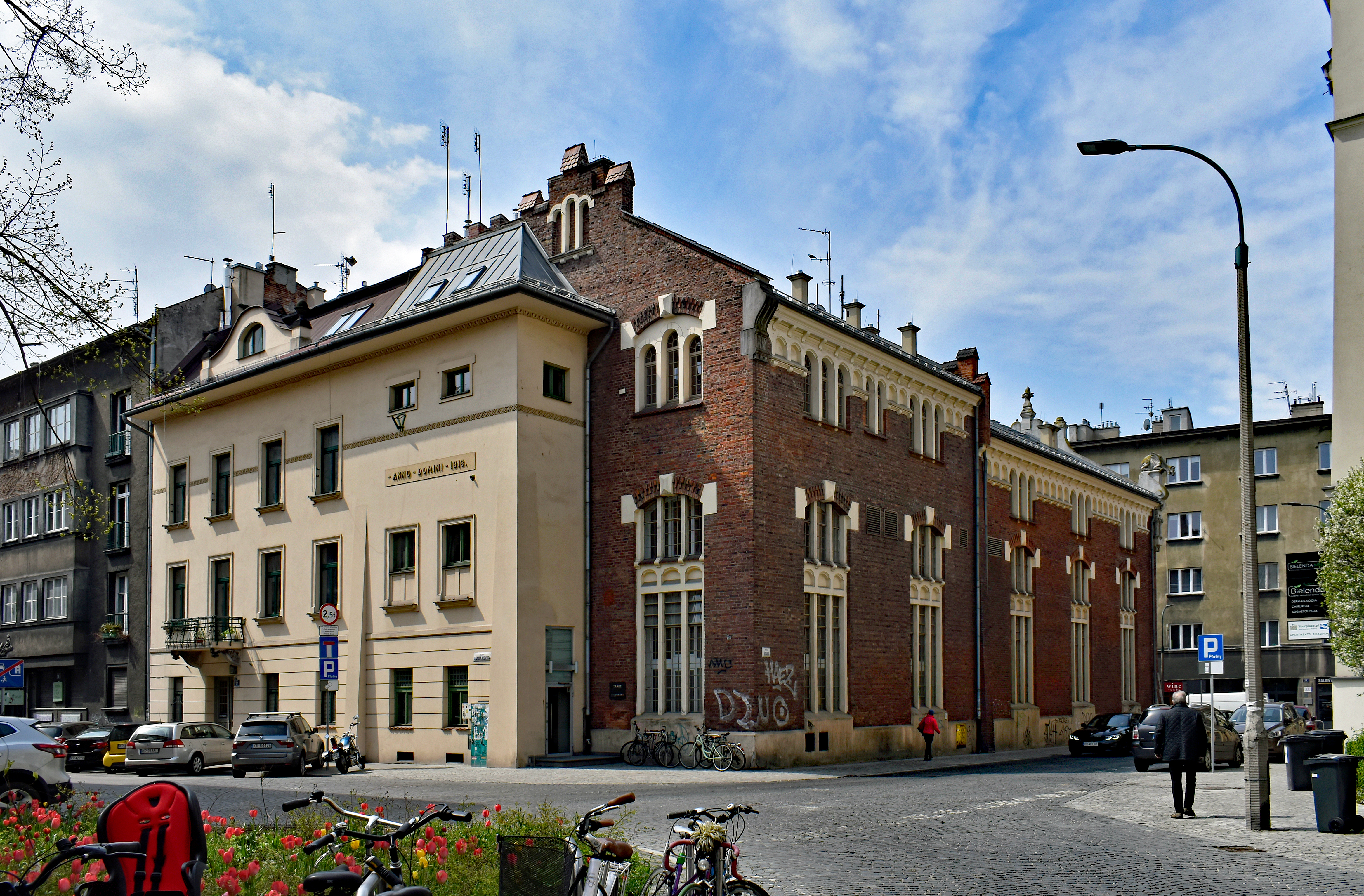
ul. Biskupia 1 Dawna podstacja elektryczna
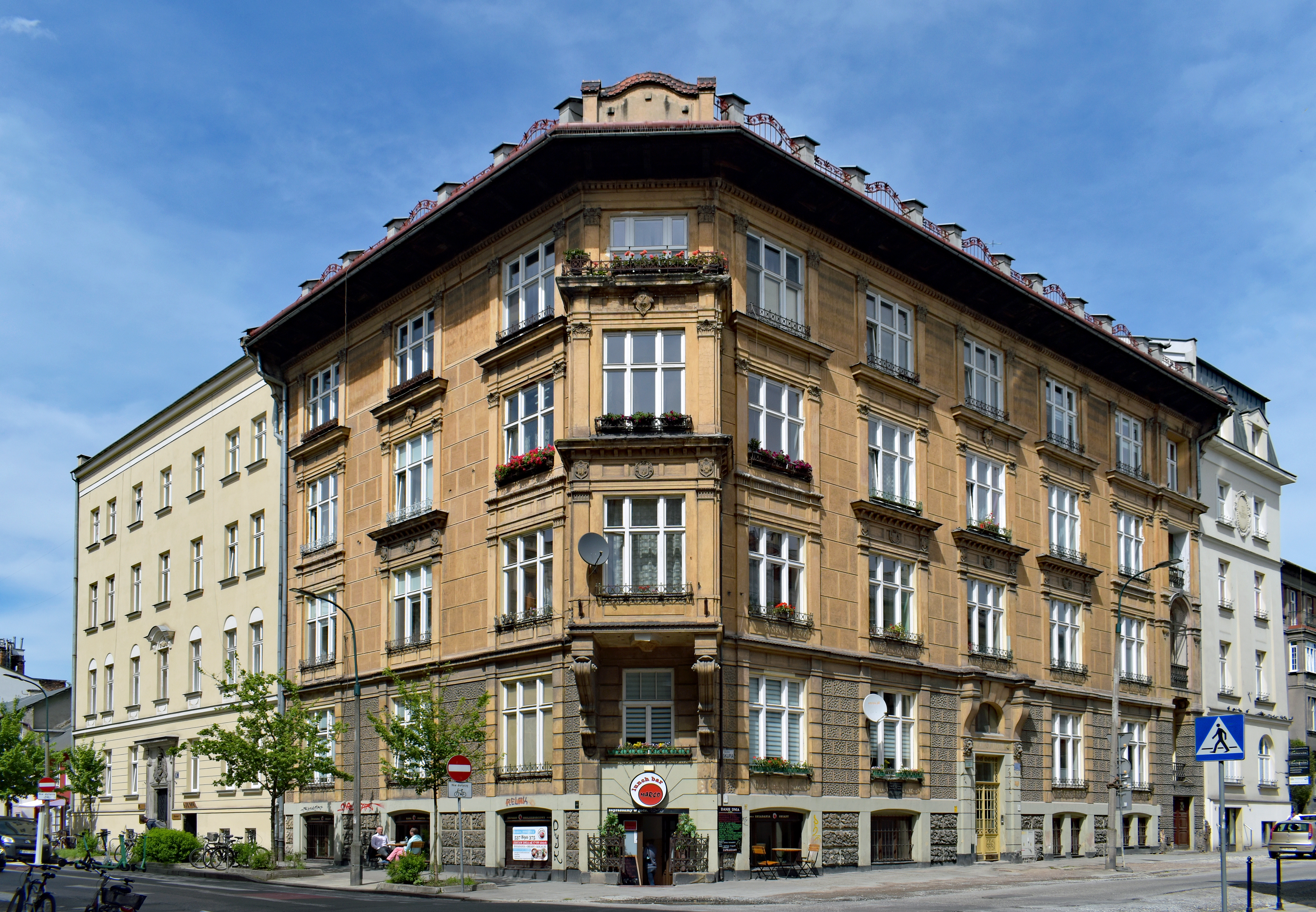
ul. Biskupia 2 Jasny Dom kamienica własna Jana Zawiejskiego
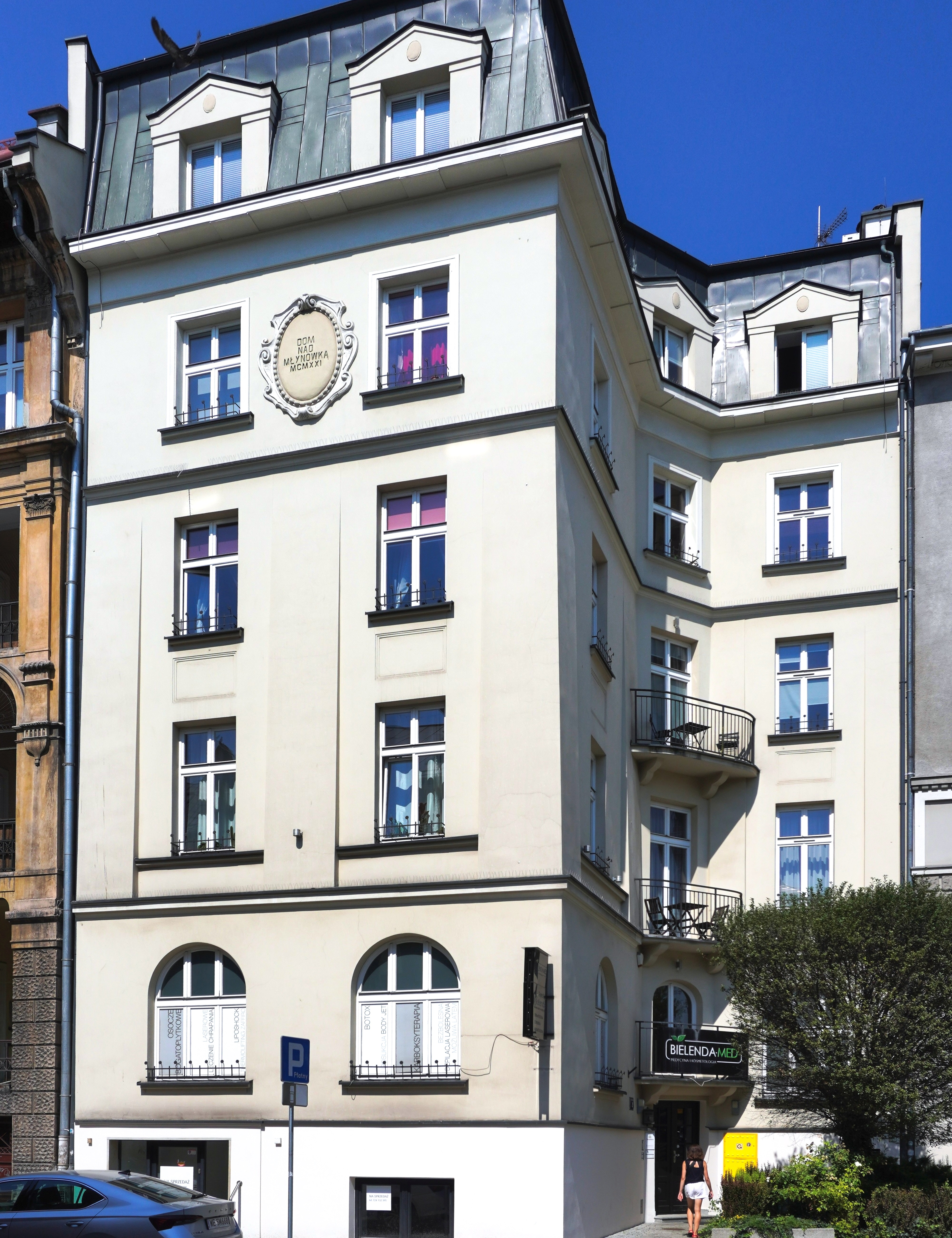
ul. Biskupia 4 Dom Nad Młynówką (proj. Roman Weindling, 1921)
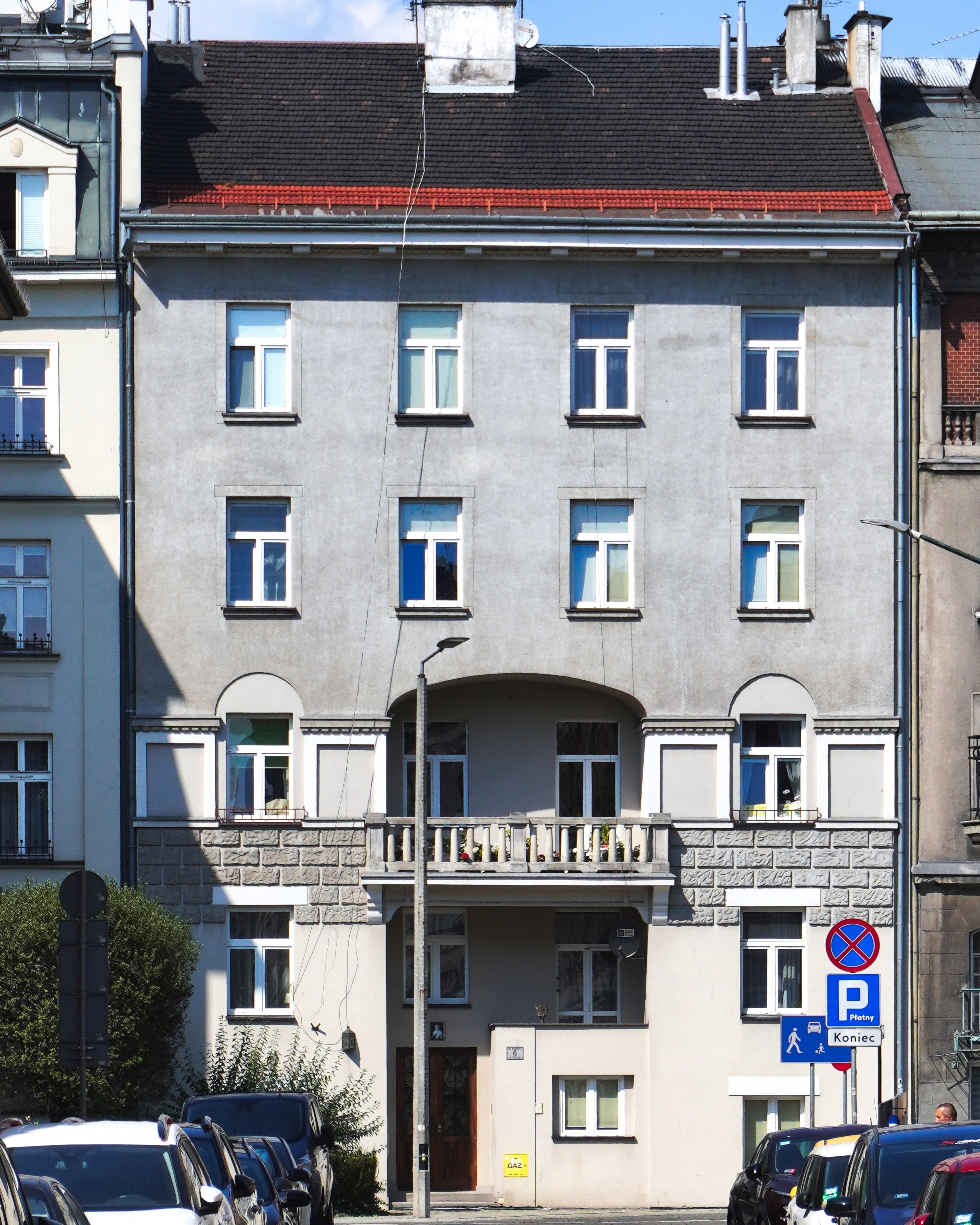
ul. Biskupia 6 Kamienica (proj. Witold Świerzyński, 1913)
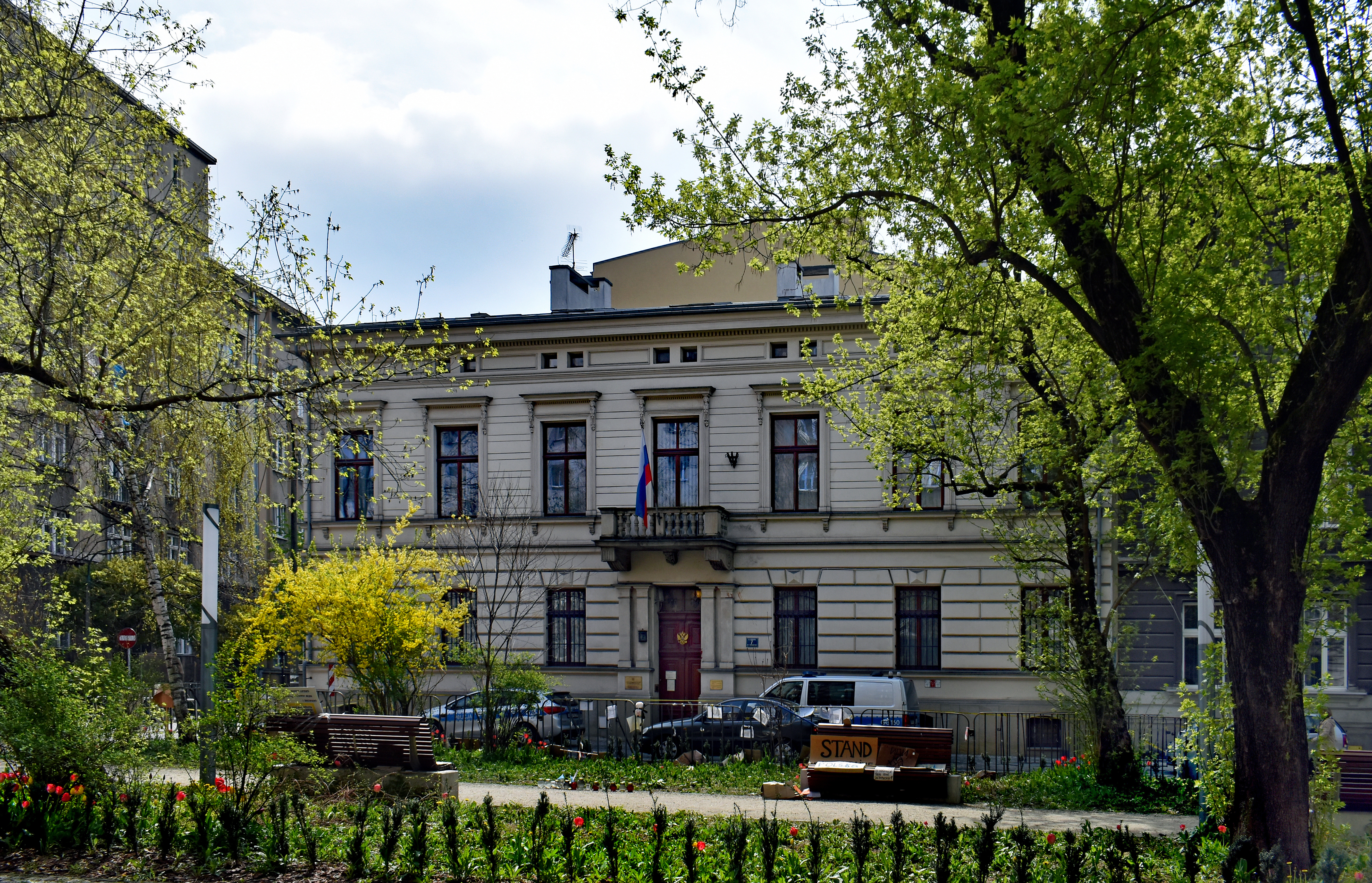
ul. Biskupia 7 Konsulat Generalny Federacji Rosyjskiej
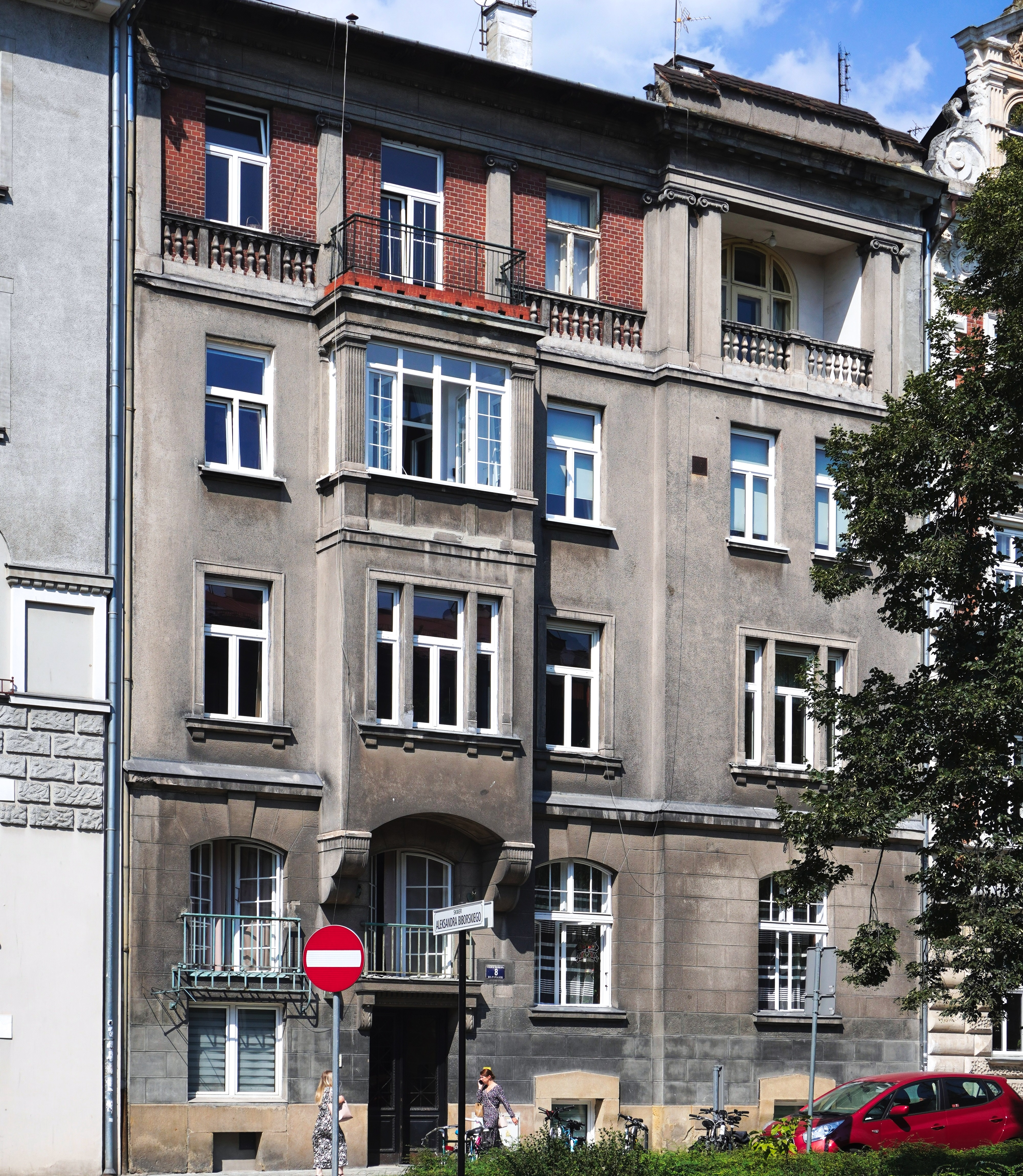
ul. Biskupia 8 Kamienica (proj. Teodor Hoffmann, 1913–1914)
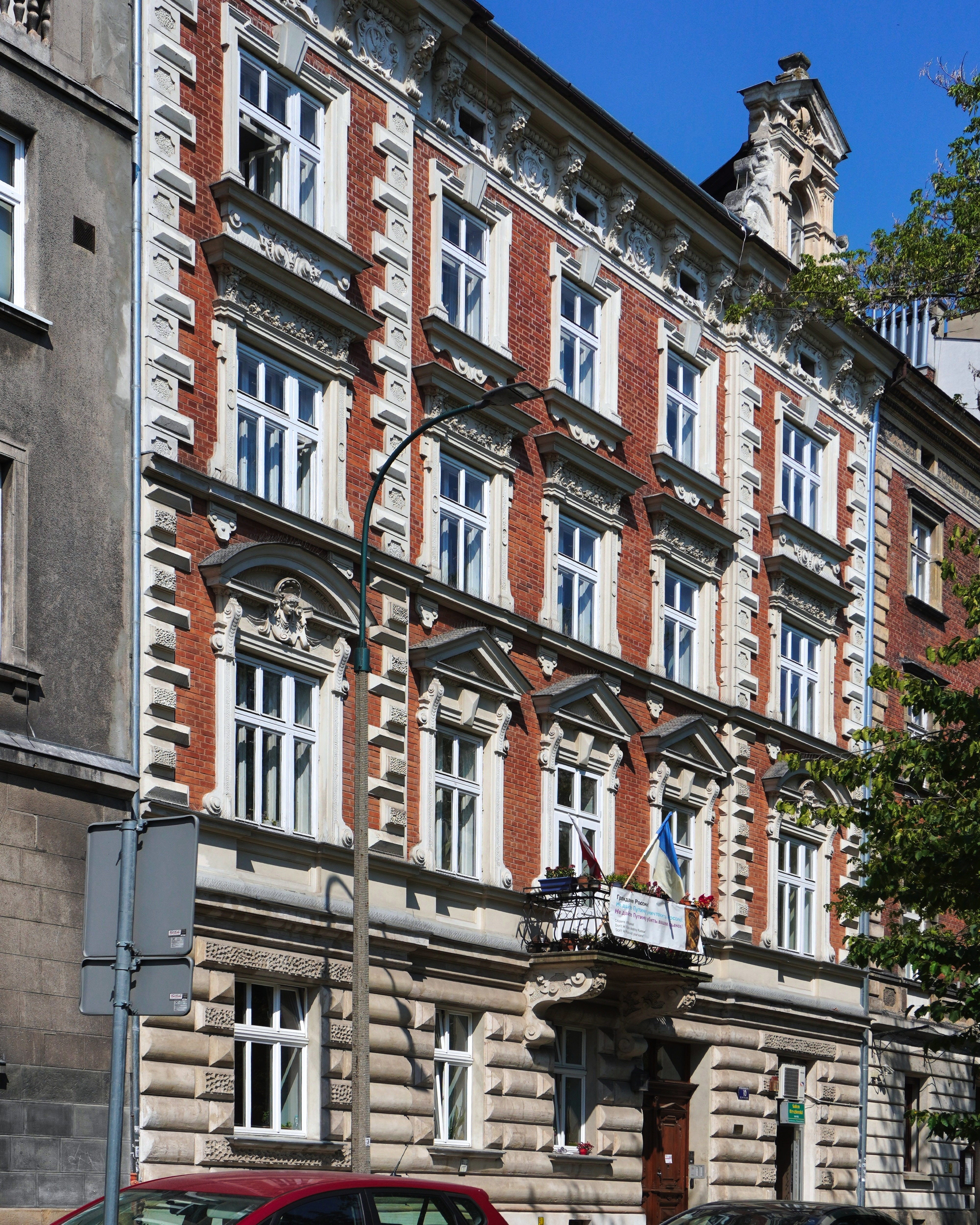
ul. Biskupia 10 Kamienica (proj. Władysław Grabowski, 1892)
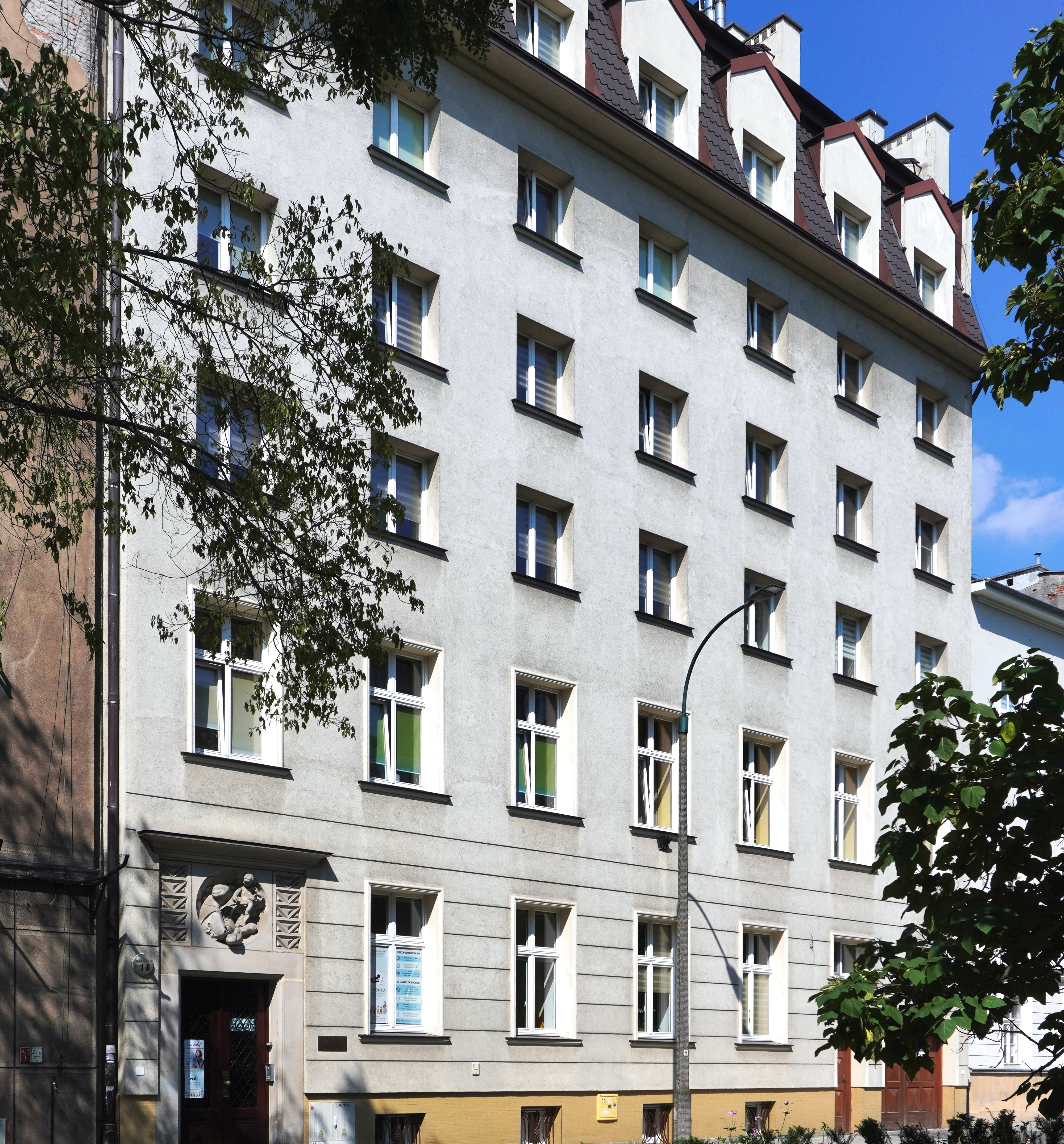
ul. Biskupia 16 Kamienica, dom Zgromadzenia Sióstr Służebniczek Bogarodzicy
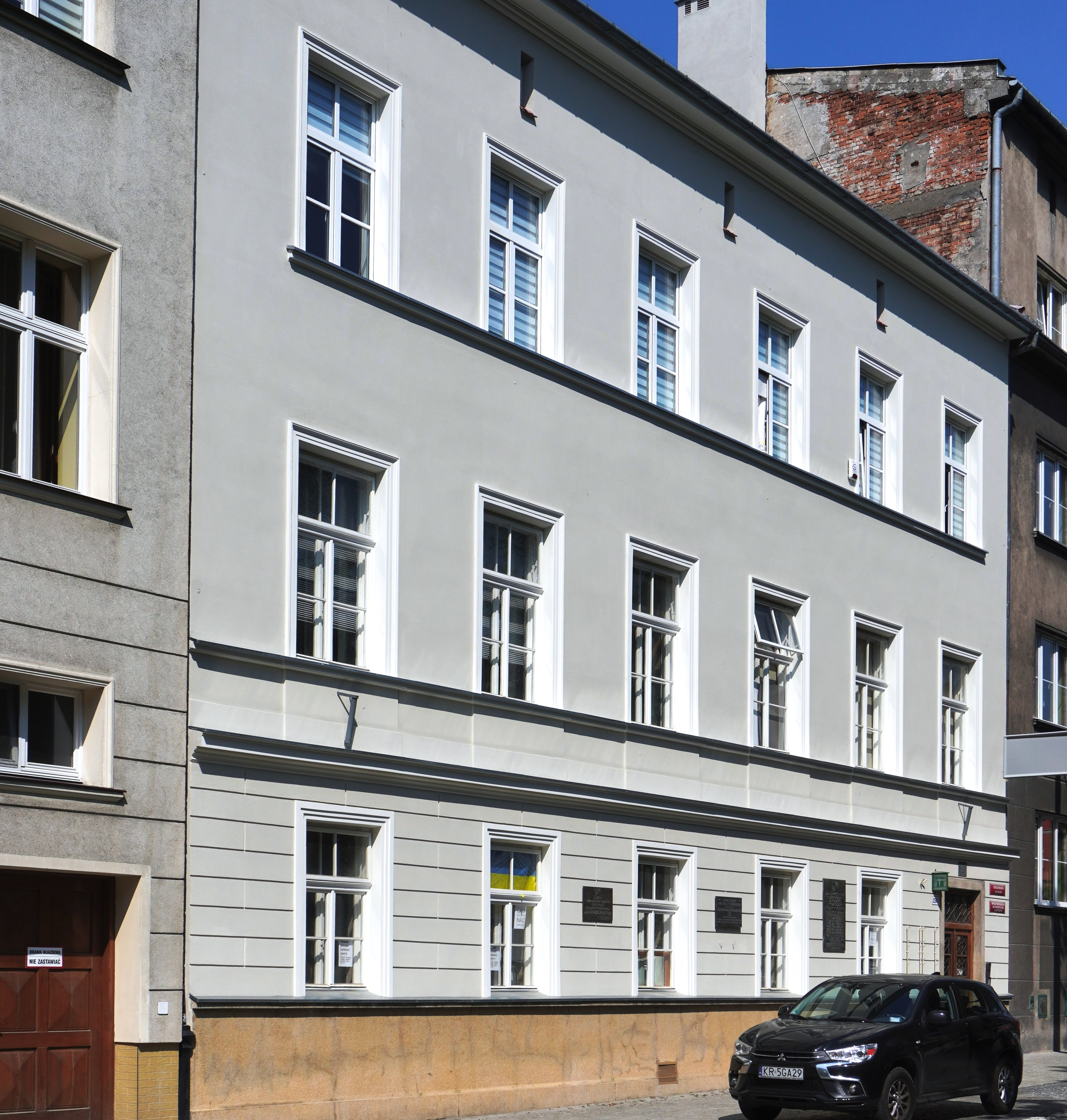
ul. Biskupia 18 Kamienica, dom Związku Inwalidów Wojennych
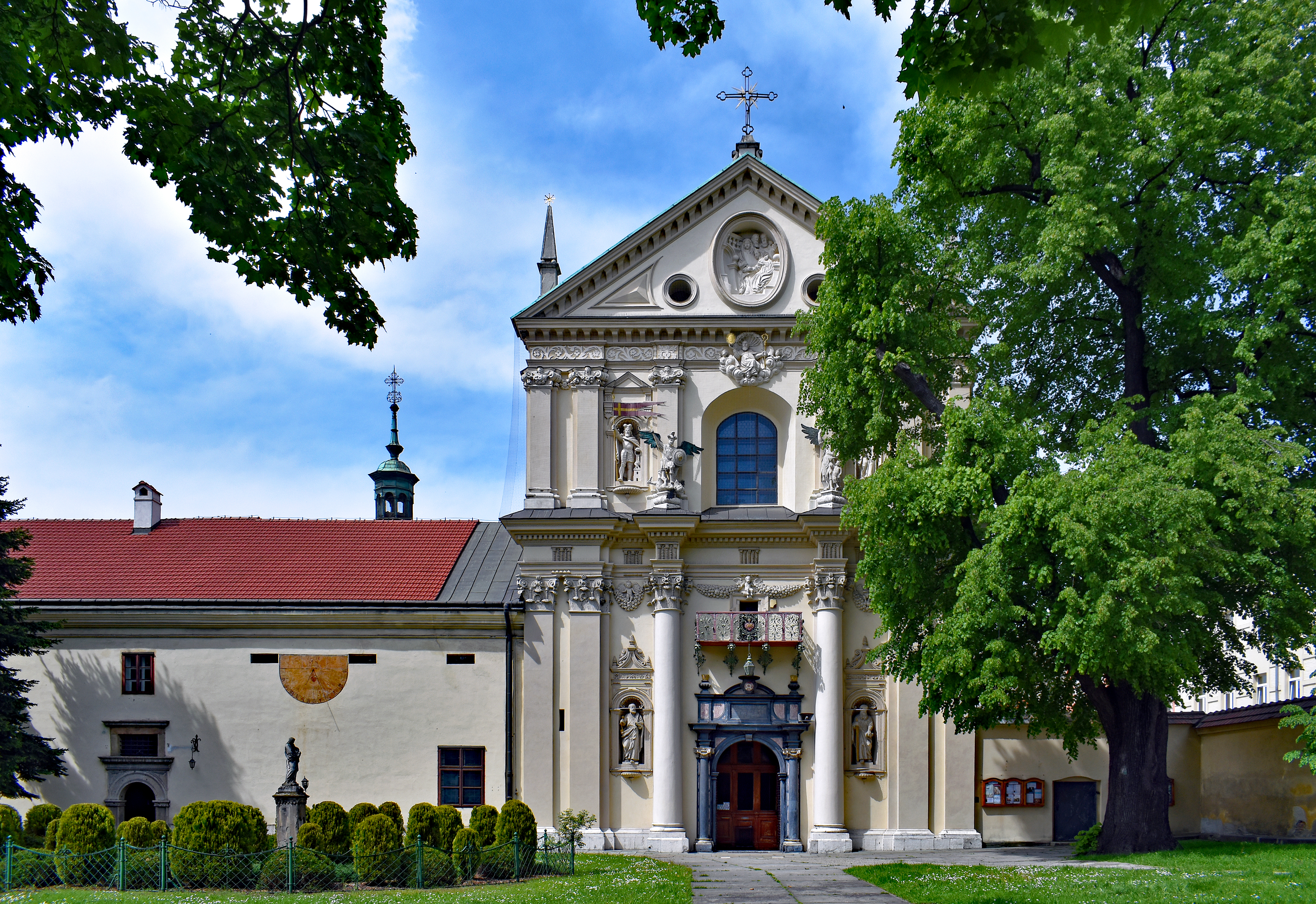
ul. Biskupia 22 kościół św. Franciszka Salezego i klasztor ss. Wizytek, widok od bramy z ul. Biskupiej.
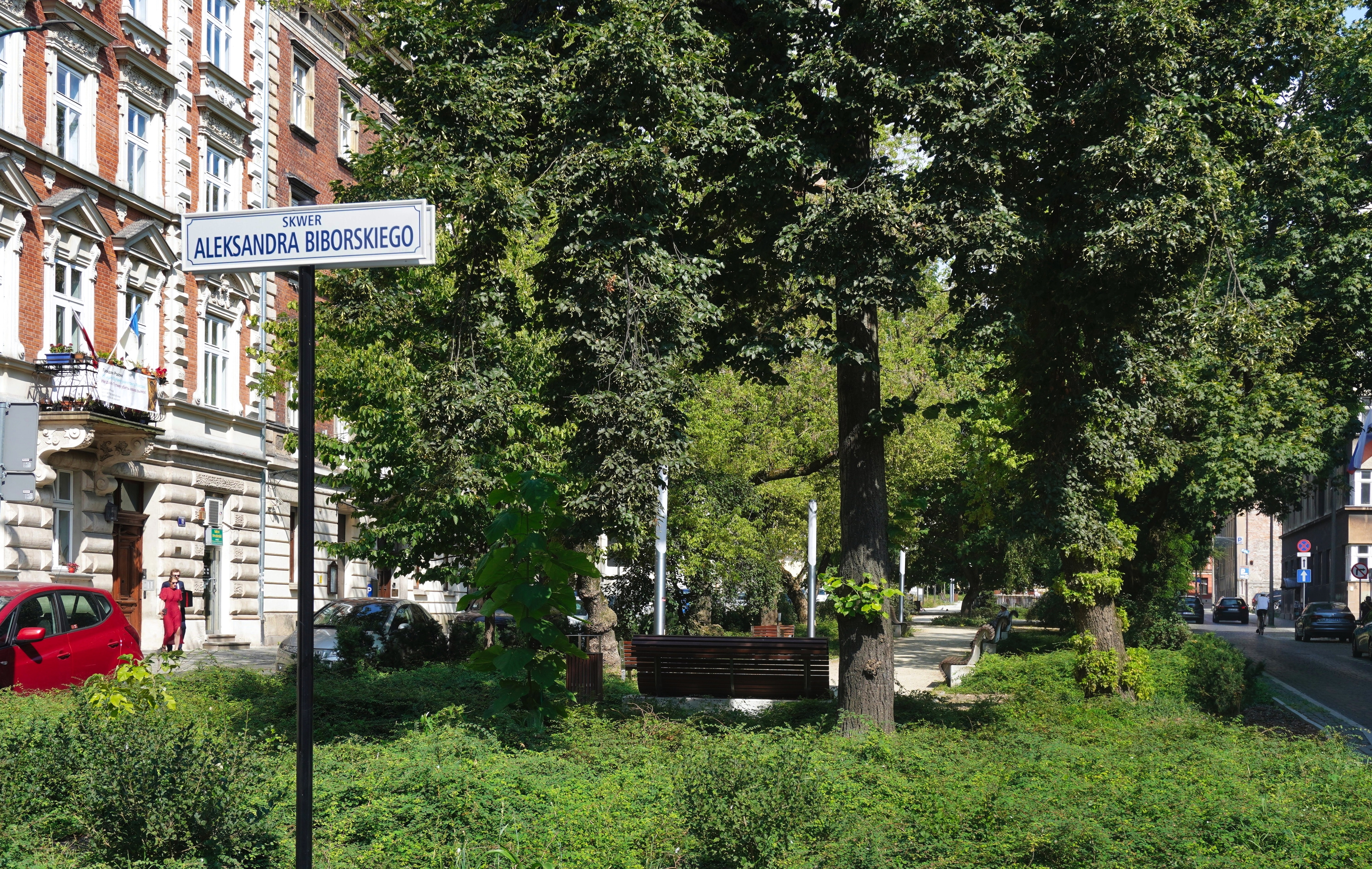
Skwer Aleksandra Biborskiego
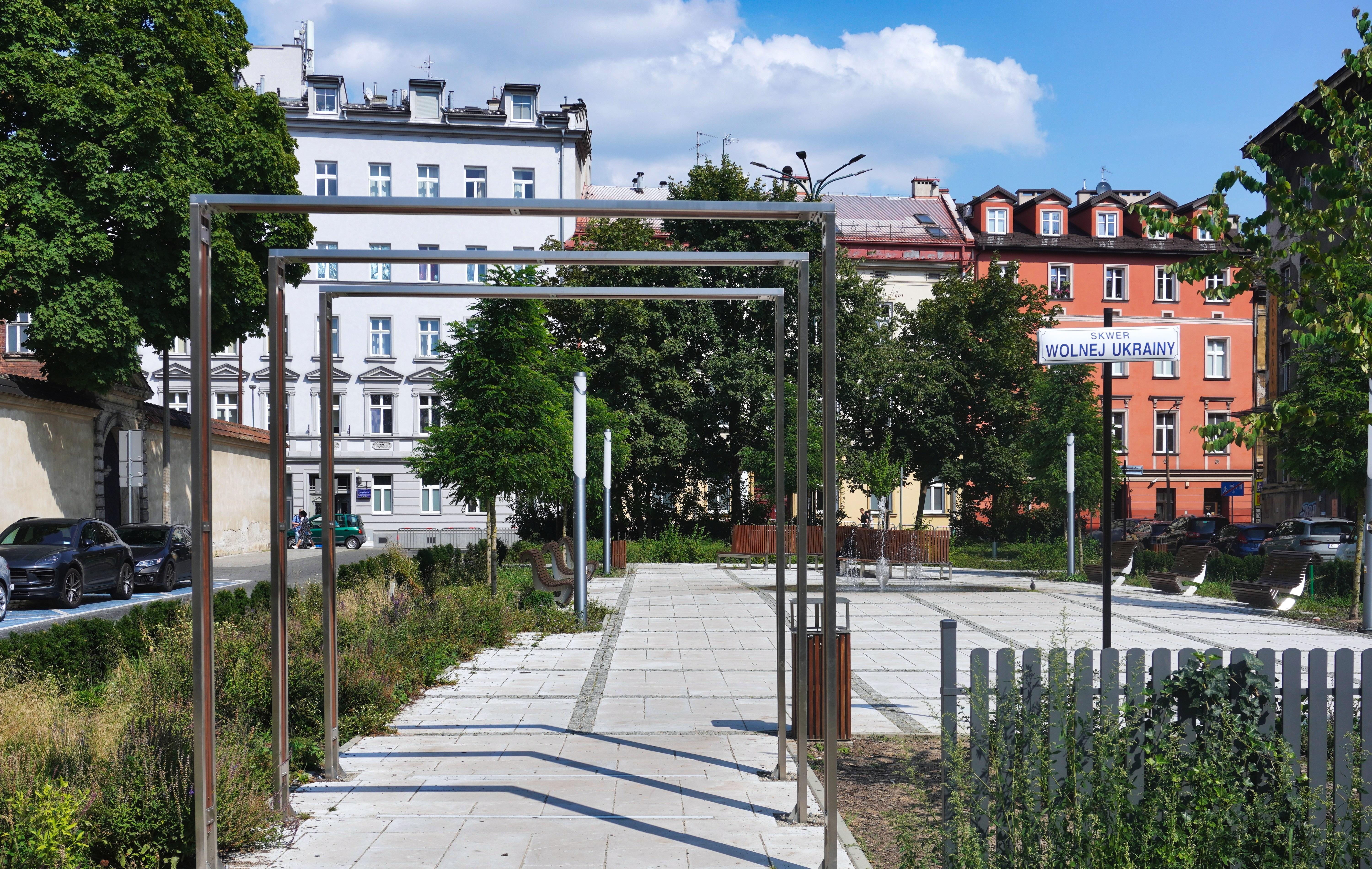
Skwer Wolnej Ukrainy
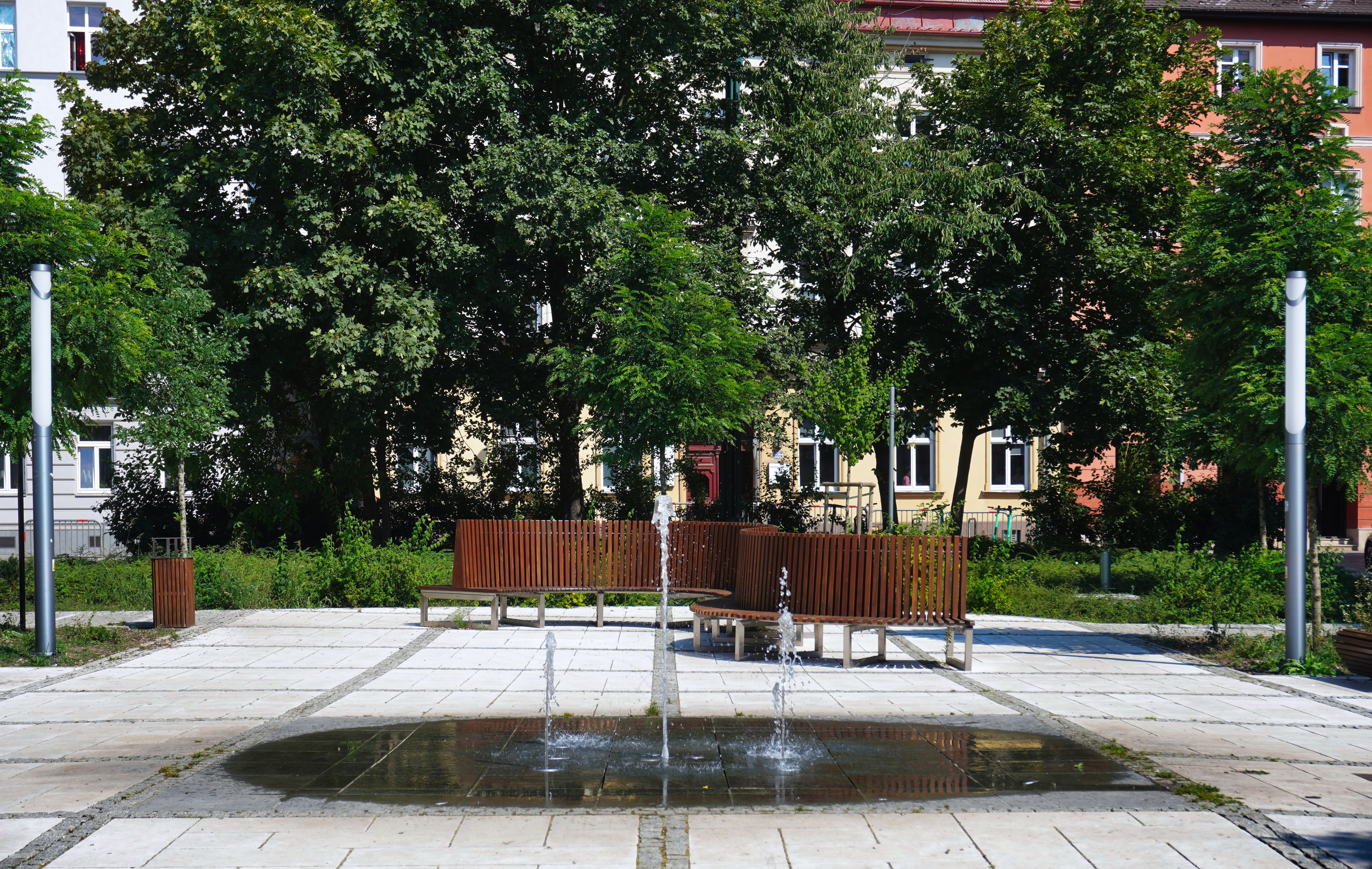
Fontanna